# Aartsbisdom Vancouver
Het aartsbisdom Vancouver (Latijn: Archidioecesis Vancuveriensis) is een rooms-katholiek aartsbisdom met als zetel Vancouver, in Canada. De aartsbisschop van Vancouver is metropoliet van de kerkprovincie Vancouver, waartoe ook de volgende suffragane bisdommen behoren:
- Kamloops
- Nelson
- Prince George
- Victoria

## Geschiedenis
Het aartsbisdom werd opgericht op 14 december 1863, als het apostolisch vicariaat British Columbia, uit delen van het bisdom Vancouver Island, en viel direct onder de Heilige Stoel. Op 22 september 1871 werd het suffragaan aan het aartsbisdom Saint-Boniface. Op 2 september 1890 werd het verheven tot bisdom met de naam bisdom New Westminster. Op 19 juni 1903 veranderde het van kerkprovincie en werd suffragaan aan het aartsbisdom Vancouver Island. Op 19 september 1908 werd het verheven tot metropolitaan aartsbisdom en nam de naam aartsbisdom Vancouver.

## Parochies
Het aartsbisdom had in 2020 een oppervlakte van 119.439 km2 en telde 3.099.776 inwoners waarvan 14,4% rooms-katholiek was.

## Ordinarii

### Bisschoppen
- Louis-Joseph D’Herbomez (14 december 1863 - 3 juni 1890)
- Pierre-Paul Durieu (3 juni 1890 - 1 juni 1899; coadjutor sinds 8 juni 1875)

### Aartsbisschoppen
- Augustin Dontenwill (1 juni 1899 - 15 december 1908; coadjutor sinds 3 april 1897)
- Neil McNeil (19 januari 1910 - 10 april 1912)
- Timothy Casey (31 juli 1912 - 5 oktober 1931)
- William Mark Duke (5 oktober 1931 - 11 maart 1964; coadjutor sinds 10 augustus 1928)
  - Edward Quentin Jennings (hulpbisschop: 22 maart 1941 - 22 februari 1946)
- Martin Michael Johnson (11 maart 1964 - 8 januari 1969; coadjutor sinds 27 november 1954)
- James Francis Carney (8 januari 1969 - 16 september 1990; hulpbisschop sinds 7 januari 1966)
  - Lawrence Primo Sabatini (hulpbisschop: 15 juli 1978 - 30 september 1982)
- Adam Joseph Exner (25 mei 1991 - 10 januari 2004)
- Raymond Olir Roussin (10 januari 2004 - 2 januari 2009)
- John Michael Miller (2 januari 2009 - heden; coadjutor sinds 1 juni 2007)

## Galerij van afbeeldingen

Wapen van het aartsbisdom Vancouver
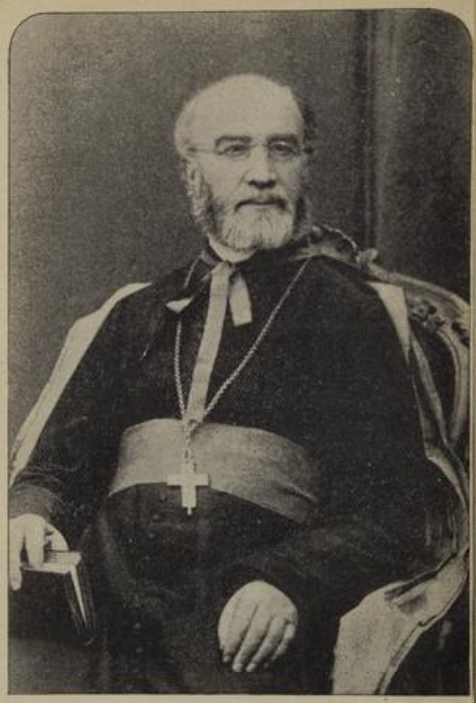
Bisschop Louis-Joseph d'Herbomez
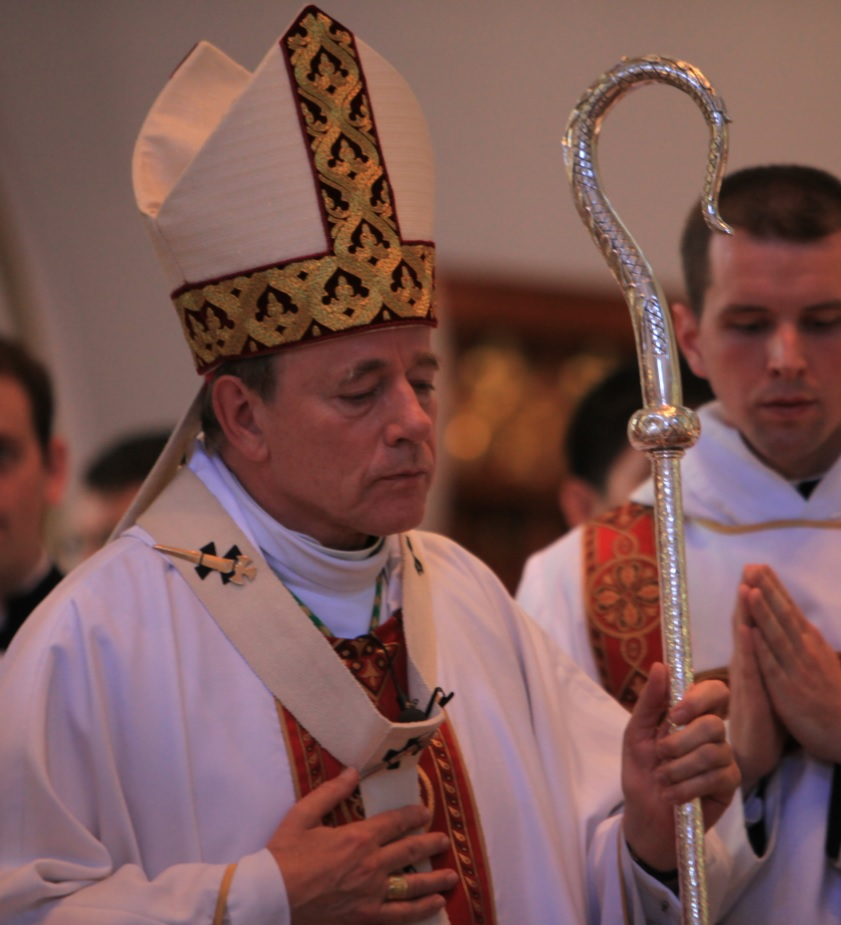
Aartsbisschop John Michael Miller

Vancouver (aartsbisdom) · Kamloops · Nelson · Prince George · Victoria